# Peggy Cummins
Peggy Cummins (Prestatyn, Wales, 1925. december 18. – London, Anglia, 2017. december 29.) walesi születésű ír színésznő.

## Filmjei
- Dr. O’Dowd (1940)
- Salute John Citizen (1942)
- Old Mother Riley Detective (1943)
- Welcome, Mr. Washington (1944)
- English Without Tears (1944)
- The Late George Apley (1947)
- Moss Rose (1947)
- Escape (1948)
- Green Grass of Wyoming (1948)
- That Dangerous Age (1949)
- Fegyverbolondok (Gun Crazy) (1950)
- My Daughter Joy (1950)
- Who Goes There! (1952)
- Street Corner (1953)
- Always a Bride (1953)
- Meet Mr. Lucifer (1953)
- The Love Lottery (1954)
- To Dorothy a Son (1954)
- The March Hare (1956)
- Folytassa, admirális! (Carry on Admiral) (1957)
- Hell Drivers (1957)
- A démon éjszakája (Night of the Demon) (1957)
- The Captain’s Table (1959)
- Your Money or Your Wife (1960)
- Dentist in the Chair (1960)
- In the Doghouse (1962)
- The Human Jungle (1964, tv-sorozat, egy epizódban)
- Summer Comedy Hour (1965, tv-film)